# Pallavolo ai XIX Giochi asiatici - Torneo maschile
Il torneo di pallavolo maschile ai XIX Giochi asiatici si è svolto dal 19 al 26 settembre 2023 a Hangzhou, Huzhou e Shaoxing, in Cina, durante i XIX Giochi asiatici: al torneo hanno partecipato diciannove squadre nazionali asiatiche e la vittoria finale è andata per la terza volta consecutiva all'Iran.

## Impianti
|                                                                                           |                                                                                    |                                                                             |
|                                                                                           |                                                                                    |                                                                             |
| China Textile City Sports Centre Gymnasium Città: Shaoxing Capienza: - Anno d'apertura: - | Linping Sports Centre Gymnasium Città: Hangzhou Capienza: 4 200 Anno d'apertura: - | Deqing Sports Centre Gymnasium Città: Huzhou Capienza: - Anno d'apertura: - |

## Regolamento

### Formula
La formula ha previsto:
- Prima fase, disputata con gironi all'italiana: le prime due classificate di ogni girone hanno acceduto alla fase finale per il primo posto.
- Fase finale, disputata con:
  - Fase finale per il primo posto, giocata con ottavi di finale, quarti di finale, semifinali, finale per il terzo posto e finale; le sconfitte agli ottavi di finale hanno acceduto alla fase finale per il settimo posto (le peggiori quattro classificate nella prima fase hanno acceduto ai quarti di finale per il settimo posto, le migliori due classificate nella prima fase hanno acceduto alle semifinali per il settimo posto) mentre le sconfitte ai quarti di finale hanno acceduto alla finale per il quinto posto.
  - Finale per il quinto posto.
  - Fase finale per il settimo posto, giocata con quarti di finale, semifinali, finale per il settimo posto e finale per il quinto posto; le sconfitte ai quarti di finale hanno acceduto alla finale per l'undicesimo posto.
  - Finale per l'undicesimo posto.

### Criteri di classifica
Se il risultato finale è stato di 3-0 o 3-1 sono stati assegnati 3 punti alla squadra vincente e 0 a quella sconfitta, se il risultato finale è stato di 3-2 sono stati assegnati 2 punti alla squadra vincente e 1 a quella sconfitta.
L'ordine del posizionamento in classifica è stato definito in base a:
- Numero di partite vinte;
- Punti;
- Ratio dei set vinti/persi;
- Ratio dei punti realizzati/subiti;
- Risultati degli scontri diretti.

## Squadre partecipanti
| Squadra       | Qualificazione      | Ultima partecipazione |
| ------------- | ------------------- | --------------------- |
| Afghanistan   | Wild card           | Debutto               |
| Bahrein       | Wild card           | Doha 2006             |
| Cambogia      | Wild card           | Bangkok 1970          |
| Cina          | Paese organizzatore | Giacarta 2018         |
| Corea del Sud | Wild card           | Giacarta 2018         |
| Filippine     | Wild card           | Teheran 1974          |
| Giappone      | Wild card           | Giacarta 2018         |
| Hong Kong     | Wild card           | Giacarta 2018         |
| India         | Wild card           | Giacarta 2018         |
| Indonesia     | Wild card           | Giacarta 2018         |
| Iran          | Wild card           | Giacarta 2018         |
| Kazakistan    | Wild card           | Giacarta 2018         |
| Kirghizistan  | Wild card           | Giacarta 2018         |
| Mongolia      | Wild card           | Giacarta 2018         |
| Nepal         | Wild card           | Giacarta 2018         |
| Pakistan      | Wild card           | Giacarta 2018         |
| Qatar         | Wild card           | Giacarta 2018         |
| Taipei cinese | Wild card           | Giacarta 2018         |
| Thailandia    | Wild card           | Giacarta 2018         |

## Torneo

### Fase a gironi
| Girone A     | Girone B | Girone C      | Girone D      | Girone E   |
| ------------ | -------- | ------------- | ------------- | ---------- |
| Cina         | Bahrein  | Cambogia      | Mongolia      | Hong Kong  |
| Kazakistan   | Iran     | Corea del Sud | Pakistan      | Qatar      |
| Kirghizistan | Nepal    | India         | Taipei cinese | Thailandia |

| Girone F    |
| ----------- |
| Afghanistan |
| Filippine   |
| Giappone    |
| Indonesia   |

#### Girone A

##### Risultati
| 19 settembre 2023 China Textile Gymnasium, Shaoxing Durata: ? - Spettatori: 1 000 | Kirghizistan | 2 - 3 | Kazakistan   | 25-18, 23-25, 15-25, 25-18, 11-15 |
| 20 settembre 2023 China Textile Gymnasium, Shaoxing Durata: ? - Spettatori: 2 600 | Cina         | 3 - 0 | Kirghizistan | 25-19, 25-18, 25-18               |
| 21 settembre 2023 China Textile Gymnasium, Shaoxing Durata: ? - Spettatori: 2 700 | Kazakistan   | 0 - 3 | Cina         | 20-25, 23-25, 20-25               |

##### Classifica
| Pos. | Squadra      | Pt | G | V | P | SV | SP | Ratio | PF  | PS  | Ratio |
| ---- | ------------ | -- | - | - | - | -- | -- | ----- | --- | --- | ----- |
| 1.   | Cina         | 6  | 2 | 2 | 0 | 6  | 0  | MAX   | 150 | 118 | 1,271 |
| 2.   | Kazakistan   | 2  | 2 | 1 | 1 | 3  | 5  | 0,600 | 164 | 174 | 0,942 |
| 3.   | Kirghizistan | 1  | 2 | 0 | 2 | 2  | 6  | 0,333 | 154 | 176 | 0,875 |

      Qualificata alle semifinali per il primo posto.

#### Girone B

##### Risultati
| 19 settembre 2023 China Textile Gymnasium, Shaoxing Durata: ? - Spettatori: 167 | Nepal   | 1 - 3 | Bahrein | 25-20, 20-25, 18-25, 15-25 |
| 20 settembre 2023 China Textile Gymnasium, Shaoxing Durata: ? - Spettatori: 550 | Iran    | 3 - 0 | Nepal   | 25-9, 25-15, 25-13         |
| 21 settembre 2023 China Textile Gymnasium, Shaoxing Durata: ? - Spettatori: 550 | Bahrein | 1 - 3 | Iran    | 16-25, 19-25, 25-22, 20-25 |

##### Classifica
| Pos. | Squadra | Pt | G | V | P | SV | SP | Ratio | PF  | PS  | Ratio |
| ---- | ------- | -- | - | - | - | -- | -- | ----- | --- | --- | ----- |
| 1.   | Iran    | 6  | 2 | 2 | 0 | 6  | 1  | 6,000 | 172 | 117 | 1,470 |
| 2.   | Bahrein | 3  | 2 | 1 | 1 | 4  | 4  | 1,000 | 175 | 175 | 1,000 |
| 3.   | Nepal   | 0  | 2 | 0 | 2 | 1  | 6  | 0,166 | 115 | 170 | 0,676 |

      Qualificata alle semifinali per il primo posto.

#### Girone C

##### Risultati
| 19 settembre 2023 China Textile Gymnasium, Shaoxing Durata: ? - Spettatori: 454 | India         | 3 - 0 | Cambogia      | 25-14, 25-13, 25-19               |
| 20 settembre 2023 Linping Gymnasium, Hangzhou Durata: ? - Spettatori: 1 302     | Corea del Sud | 2 - 3 | India         | 27-25, 27-29, 22-25, 25-20, 15-17 |
| 21 settembre 2023 Linping Gymnasium, Hangzhou Durata: ? - Spettatori: 652       | Cambogia      | 0 - 3 | Corea del Sud | 23-25, 13-25, 15-25               |

##### Classifica
| Pos. | Squadra       | Pt | G | V | P | SV | SP | Ratio | PF  | PS  | Ratio |
| ---- | ------------- | -- | - | - | - | -- | -- | ----- | --- | --- | ----- |
| 1.   | India         | 5  | 2 | 2 | 0 | 6  | 2  | 3,000 | 191 | 162 | 1,179 |
| 2.   | Corea del Sud | 4  | 2 | 1 | 1 | 5  | 3  | 1,666 | 191 | 167 | 1,143 |
| 3.   | Cambogia      | 0  | 2 | 0 | 2 | 0  | 6  | 0,000 | 97  | 150 | 0,646 |

      Qualificata alle semifinali per il primo posto.

#### Girone D

##### Risultati
| 19 settembre 2023 Linping Gymnasium, Hangzhou Durata: ? - Spettatori: 535   | Pakistan      | 3 - 0 | Mongolia      | 25-17, 25-19, 25-20 |
| 20 settembre 2023 Linping Gymnasium, Hangzhou Durata: ? - Spettatori: 562   | Taipei cinese | 0 - 3 | Pakistan      | 18-25, 20-25, 19-25 |
| 21 settembre 2023 Linping Gymnasium, Hangzhou Durata: ? - Spettatori: 1 663 | Mongolia      | 0 - 3 | Taipei cinese | 22-25, 20-25, 21-25 |

##### Classifica
| Pos. | Squadra       | Pt | G | V | P | SV | SP | Ratio | PF  | PS  | Ratio |
| ---- | ------------- | -- | - | - | - | -- | -- | ----- | --- | --- | ----- |
| 1.   | Pakistan      | 6  | 2 | 2 | 0 | 6  | 0  | MAX   | 150 | 113 | 1,327 |
| 2.   | Taipei cinese | 3  | 2 | 1 | 1 | 3  | 3  | 1,000 | 132 | 138 | 0,956 |
| 3.   | Mongolia      | 0  | 2 | 0 | 2 | 0  | 6  | 0,000 | 119 | 150 | 0,793 |

      Qualificata alle semifinali per il primo posto.

#### Girone E

##### Risultati
| 19 settembre 2023 Linping Gymnasium, Hangzhou Durata: ? - Spettatori: 1 430          | Thailandia | 3 - 0 | Hong Kong  | 25-17, 25-16, 25-13        |
| 20 settembre 2023 Linping Gymnasium, Hangzhou Durata: ? - Spettatori: 625            | Qatar      | 3 - 1 | Thailandia | 25-16, 22-25, 25-19, 25-19 |
| 21 settembre 2023 Deqing Sports Centre Gymnasium, Huzhou Durata: ? - Spettatori: 500 | Hong Kong  | 1 - 3 | Qatar      | 21-25, 13-25, 25-22, 21-25 |

##### Classifica
| Pos. | Squadra    | Pt | G | V | P | SV | SP | Ratio | PF  | PS  | Ratio |
| ---- | ---------- | -- | - | - | - | -- | -- | ----- | --- | --- | ----- |
| 1.   | Qatar      | 6  | 2 | 2 | 0 | 6  | 2  | 3,000 | 194 | 159 | 1,220 |
| 2.   | Thailandia | 3  | 2 | 1 | 1 | 4  | 3  | 1,333 | 154 | 143 | 1,076 |
| 3.   | Hong Kong  | 0  | 2 | 0 | 2 | 1  | 6  | 0,166 | 126 | 172 | 0,732 |

      Qualificata alle semifinali per il primo posto.

#### Girone F

##### Risultati
| 19 settembre 2023 Deqing Sports Centre Gymnasium, Huzhou Durata: ? - Spettatori: 600   | Giappone    | 3 - 0 | Afghanistan | 26-24, 25-22, 25-8  |
| 19 settembre 2023 Deqing Sports Centre Gymnasium, Huzhou Durata: ? - Spettatori: 790   | Indonesia   | 3 - 0 | Filippine   | 25-22, 25-23, 25-20 |
| 20 settembre 2023 Deqing Sports Centre Gymnasium, Huzhou Durata: ? - Spettatori: 150   | Afghanistan | 0 - 3 | Filippine   | 23-25, 16-25, 12-25 |
| 20 settembre 2023 Deqing Sports Centre Gymnasium, Huzhou Durata: ? - Spettatori: 1 200 | Giappone    | 3 - 0 | Indonesia   | 25-18, 25-20, 25-18 |
| 21 settembre 2023 Deqing Sports Centre Gymnasium, Huzhou Durata: ? - Spettatori: 200   | Indonesia   | 3 - 0 | Afghanistan | 25-18, 25-21, 25-17 |
| 21 settembre 2023 Deqing Sports Centre Gymnasium, Huzhou Durata: ? - Spettatori: 1 200 | Filippine   | 0 - 3 | Giappone    | 19-25, 14-25, 23-25 |

##### Classifica
| Pos. | Squadra     | Pt | G | V | P | SV | SP | Ratio | PF  | PS  | Ratio |
| ---- | ----------- | -- | - | - | - | -- | -- | ----- | --- | --- | ----- |
| 1.   | Giappone    | 9  | 3 | 3 | 0 | 9  | 0  | MAX   | 226 | 166 | 1,361 |
| 2.   | Indonesia   | 6  | 3 | 2 | 1 | 6  | 3  | 2,000 | 206 | 196 | 1,051 |
| 3.   | Filippine   | 3  | 3 | 1 | 2 | 3  | 6  | 0,500 | 196 | 201 | 0,975 |
| 4.   | Afghanistan | 0  | 3 | 0 | 3 | 0  | 9  | 0,000 | 161 | 226 | 0,712 |

      Qualificata alle semifinali per il primo posto.

### Fase finale

#### Finali 1º e 3º posto
|  | Dodicesimi di finale | Dodicesimi di finale | Dodicesimi di finale |  |  | Quarti di finale | Quarti di finale | Quarti di finale |          |   | Semifinali | Semifinali | Semifinali |      |   | Finale          | Finale          | Finale          |  |
|  |                      |                      |                      |  |  |                  |                  |                  |          |   |            |            |            |      |   |                 |                 |                 |  |
|  | 1A                   | Cina                 | 3                    |  |  |                  |                  |                  |          |   |            |            |            |      |   |                 |                 |                 |  |
|  | 2F                   | Indonesia            | 1                    |  |  | 1A               | Cina             | -                |          |   |            |            |            |      |   |                 |                 |                 |  |
|  |                      |                      |                      |  |  | -                | Bye              | -                |          |   |            |            |            |      |   |                 |                 |                 |  |
|  |                      |                      |                      |  |  |                  |                  |                  |          |   | 1A         | Cina       | 3          |      |   |                 |                 |                 |  |
|  | 2A                   | Kazakistan           | 0                    |  |  |                  |                  | 1F               | Giappone | 0 |            |            |            |      |   |                 |                 |                 |  |
|  | 1F                   | Giappone             | 3                    |  |  | 1F               | Giappone         | 3                |          |   |            |            |            |      |   |                 |                 |                 |  |
|  | 1C                   | India                | 3                    |  |  | 1C               | India            | 0                |          |   |            |            |            |      |   |                 |                 |                 |  |
|  | 2D                   | Taipei cinese        | 0                    |  |  |                  |                  |                  |          |   | 1A         | Cina       | 1          |      |   |                 |                 |                 |  |
|  | 1B                   | Iran                 | 3                    |  |  |                  |                  |                  |          |   |            |            | 1B         | Iran | 3 |                 |                 |                 |  |
|  | 2E                   | Thailandia           | 0                    |  |  | 1B               | Iran             | -                |          |   |            |            |            |      |   |                 |                 |                 |  |
|  |                      |                      |                      |  |  | -                | Bye              | -                |          |   |            |            |            |      |   |                 |                 |                 |  |
|  |                      |                      |                      |  |  |                  |                  |                  |          |   | 1B         | Iran       | 3          |      |   | Finale 3º posto | Finale 3º posto | Finale 3º posto |  |
|  | 2C                   | Corea del Sud        | 0                    |  |  |                  |                  | 1E               | Qatar    | 0 |            |            |            |      |   |                 |                 |                 |  |
|  | 1D                   | Pakistan             | 3                    |  |  | 1D               | Pakistan         | 1                |          |   |            |            |            |      |   | 1F              | Giappone        | 3               |  |
|  | 2B                   | Bahrein              | 1                    |  |  | 1E               | Qatar            | 3                |          |   | 1E         | Qatar      | 1          |      |   |                 |                 |                 |  |
|  | 1E                   | Qatar                | 3                    |  |  |                  |                  |                  |          |   |            |            |            |      |   |                 |                 |                 |  |

##### Ottavi di finale
| 22 settembre 2023 Linping Gymnasium, Hangzhou Durata: ? - Spettatori: 800         | Iran          | 3 - 0 | Thailandia    | 25-21, 25-18, 25-16        |
| 22 settembre 2023 China Textile Gymnasium, Shaoxing Durata: ? - Spettatori: 680   | Bahrein       | 1 - 3 | Qatar         | 23-25, 25-18, 19-25, 17-25 |
| 22 settembre 2023 Linping Gymnasium, Hangzhou Durata: ? - Spettatori: 1 163       | Kazakistan    | 0 - 3 | Giappone      | 22-25, 21-25, 15-25        |
| 22 settembre 2023 China Textile Gymnasium, Shaoxing Durata: ? - Spettatori: 1 200 | India         | 3 - 0 | Taipei cinese | 25-22, 25-22, 25-21        |
| 22 settembre 2023 Linping Gymnasium, Hangzhou Durata: ? - Spettatori: 2 000       | Cina          | 3 - 1 | Indonesia     | 25-17, 25-17, 23-25, 25-22 |
| 22 settembre 2023 China Textile Gymnasium, Shaoxing Durata: ? - Spettatori: 2 800 | Corea del Sud | 0 - 3 | Pakistan      | 19-25, 22-25, 21-25        |

##### Quarti di finale
| 24 settembre 2023 China Textile Gymnasium, Shaoxing Durata: ? - Spettatori: 3 100 | Giappone | 3 - 0 | India | 25-16, 25-18, 25-17        |
| 24 settembre 2023 China Textile Gymnasium, Shaoxing Durata: ? - Spettatori: 3 000 | Pakistan | 1 - 3 | Qatar | 24-26, 19-25, 25-23, 18-25 |

##### Semifinali
| 25 settembre 2023 Linping Gymnasium, Hangzhou Durata: ? - Spettatori: 1 802 | Iran | 3 - 0 | Qatar    | 25-20, 25-20, 25-22 |
| 25 settembre 2023 Linping Gymnasium, Hangzhou Durata: ? - Spettatori: 2 050 | Cina | 3 - 0 | Giappone | 25-15, 25-20, 25-21 |

##### Finale 3º posto
| 26 settembre 2023 Linping Gymnasium, Hangzhou Durata: ? - Spettatori: 1 837 | Giappone | 3 - 1 | Qatar | 37-35, 25-22, 23-25, 25-23 |

##### Finale
| 26 settembre 2023 Linping Gymnasium, Hangzhou Durata: ? - Spettatori: 2 050 | Cina | 1 - 3 | Iran | 25-19, 14-25, 22-25, 24-26 |

#### Finale 5º posto
| 26 settembre 2023 China Textile Gymnasium, Shaoxing Durata: ? - Spettatori: 3 100 | India | 0 - 3 | Pakistan | 21-25, 20-25, 23-25 |

#### Finali 7º e 9º posto
|  | Quarti di finale | Quarti di finale | Quarti di finale |               |    | Semifinali | Semifinali      | Semifinali      |                 |            | Finale 7º posto | Finale 7º posto | Finale 7º posto |  |
|  |                  |                  |                  |               |    |            |                 |                 |                 |            |                 |                 |                 |  |
|  |                  |                  |                  |               |    | 2F         | Indonesia       | 3               |                 |            |                 |                 |                 |  |
|  |                  |                  |                  |               |    | 2F         | Indonesia       | 3               |                 |            |                 |                 |                 |  |
|  |                  |                  | 2A               | Kazakistan    | 2  |            |                 |                 |                 |            |                 |                 |                 |  |
|  | 2D               | Taipei cinese    | 2A               | Kazakistan    | 2  | 2          |                 |                 |                 |            |                 |                 |                 |  |
|  | 2D               | Taipei cinese    |                  |               |    |            |                 |                 |                 |            |                 |                 |                 |  |
|  | 2A               | Kazakistan       | 3                |               |    |            |                 |                 |                 |            |                 |                 |                 |  |
|  | 2A               | Kazakistan       | 3                |               | 2F | Indonesia  | 2               |                 |                 |            |                 |                 |                 |  |
|  |                  |                  |                  |               |    |            |                 |                 |                 |            |                 |                 |                 |  |
|  |                  |                  | 2C               | Corea del Sud | 3  |            |                 |                 |                 |            |                 |                 |                 |  |
|  |                  |                  |                  | Corea del Sud | 3  |            |                 |                 |                 |            |                 |                 |                 |  |
|  |                  |                  |                  |               |    |            |                 |                 |                 |            |                 |                 |                 |  |
|  |                  |                  |                  |               |    |            |                 |                 |                 |            |                 |                 |                 |  |
|  |                  | 2E               | Thailandia       | 1             |    |            | Finale 9º posto | Finale 9º posto | Finale 9º posto |            |                 |                 |                 |  |
|  |                  |                  |                  | 1             |    |            |                 |                 |                 |            |                 |                 |                 |  |
|  |                  |                  | 2C               | Corea del Sud | 3  |            |                 |                 |                 |            |                 |                 |                 |  |
|  | 2B               | Bahrein          | 2C               | Corea del Sud | 3  | 1          |                 |                 | 2A              | Kazakistan | 3               |                 |                 |  |
|  | 2B               | Bahrein          |                  |               |    |            |                 |                 | 2A              | Kazakistan | 3               |                 |                 |  |
|  | 2C               | Corea del Sud    | 3                |               |    | 2E         | Thailandia      | 0               |                 |            |                 |                 |                 |  |

##### Quarti di finale
| 24 settembre 2023 Linping Gymnasium, Hangzhou Durata: ? - Spettatori: 1 900 | Taipei cinese | 2 - 3 | Kazakistan    | 24-26, 25-20, 25-23, 22-25, 17-19 |
| 24 settembre 2023 Linping Gymnasium, Hangzhou Durata: ? - Spettatori: 1 847 | Bahrein       | 1 - 3 | Corea del Sud | 19-25, 21-25, 25-19, 23-25        |

##### Semifinali
| 25 settembre 2023 China Textile Gymnasium, Shaoxing Durata: ? - Spettatori: 2 000 | Indonesia  | 3 - 2 | Kazakistan    | 25-22, 24-26, 22-25, 25-16, 15-12 |
| 25 settembre 2023 China Textile Gymnasium, Shaoxing Durata: ? - Spettatori: 3 300 | Thailandia | 1 - 3 | Corea del Sud | 19-25, 23-25, 25-23, 29-31        |

##### Finale 9º posto
| 26 settembre 2023 China Textile Gymnasium, Shaoxing Durata: ? - Spettatori: 1 200 | Kazakistan | 3 - 0 | Thailandia | 25-19, 25-21, 25-22 |

##### Finale 7º posto
| 26 settembre 2023 China Textile Gymnasium, Shaoxing Durata: ? - Spettatori: 2 600 | Indonesia | 2 - 3 | Corea del Sud | 27-29, 25-19, 19-25, 25-21, 8-15 |

#### Finale 11º posto
| 25 settembre 2023 Linping Gymnasium, Hangzhou Durata: ? - Spettatori: 1 946 | Taipei cinese | 3 - 1 | Bahrein | 25-20, 25-18, 22-25, 25-19 |

## Classifica finale
| Pos | Squadra       | Rosa |
| --- | ------------- | --- |
|     | Iran          | Formazione: 1 Ghaziani, 6 Mousavi, 8 Hazratpour, 10 Esmaeilnezhad, 11 Kazemi, 12 Esfandiar, 14 Karimisouchelmaei, 17 Salehi, 18 Vadi, 19 Khanzadeh, 20 Homayonfarmanesh, 27 Valizadeh, CT: Ataei |
|     | Cina          | Formazione: 1 Wang D., 2 Jiang, 3 Wang H., 6 Yu Y.t., 7 Yu Y.c., 9 Li, 15 Peng, 16 Qu, 18 Zhang G., 22 Zhang J., 23 Wang B., 29 Dai, CT: Hou                                                     |
|     | Giappone      | Formazione: 3 Fukatsu, 7 Takanashi, 15 Yanagida, 18 Nishiyama, 24 Ka. Takahashi, 25 Takahiro Namba, 26 Yamazaki, 29 Yamamoto, 31 Ke. Takahashi, 32 Asano, 34 Arai, 35 Kashimura, CT: Blain       |
| 4.  | Qatar         | Formazione: 1 Oughlaf, 2 Diagne, 4 Ribeiro, 6 Georgiev, 7 Abunabot, 8 Widatalla, 9 Stevanović, 11 Vasić, 12 Dahi, 13 Raimi, 16 Ibrahim, 19 Mahmoud, CT: Soto                                     |
| 5.  | Pakistan      | Formazione: 1 Hamad, 3 U. Ali, 4 Haidar, 7 Raza, 11 Mur. Khan, 13 Naveed, 14 Zaheer, 15 Jehan, 16 A. Khan, 17 Yazman, 18 Mus. Khan, 19 N. Ali, CT: Ramires                                       |
| 6.  | India         | Formazione: 1 Prasanth, 2 Gulia, 4 Varghese, 5 Appavu, 6 Shameemudheen, 7 Kumar, 9 Sahaya, 10 Kumar, 11 Rai, 14 Manjunatha Manoj, 16 Ukkrapandian, 20 Parsad, CT: Sarkar                         |
| 7.  | Corea del Sud | Formazione: Han, Im, Hwang T.e., Park, Heo, Jung, Na, Kim M.j., Jeon, Kim J.w., Jeong, Kim K.m., CT: Lim                                                                                         |
| 8.  | Indonesia     | Formazione: 3 Arabi, 4 Kurniawan, 6 Malizi, 8 Kilanta, 9 Haryono, 10 Putratama, 11 Akbar, 13 Zulfi, 14 Halim, 15 Zulfikri, 17 Anggara, 19 Abhinaya, CT: Jiang                                    |
| 9.  | Kazakistan    | Formazione: 1 Boken, 5 Kempa, 10 Tleulin, 12 Kadirkhanov, 13 Kunchenko, 18 Vorivodin, 21 Ustinov, 23 Serik, 24 Nurmakhambetov, 25 Tavolzhanskiy, 55 Kuznecov, 77 Michshenko, CT: Grebennikov     |
| 10. | Thailandia    | Formazione: 4 Promchan, 9 Bhinijdee, 10 Wongtorn, 12 Thaweerat, 13 Maneewong, 14 Charoensuk, 16 Thanomnoi, 19 Upakam, 20 Khongrueng, 22 Phanram, 23 Chantajorn, 25 Nilsawai, CT: Park            |
| 11. | Taipei cinese | Formazione: 3 Li, 4 Tseng, 5 Lin C., 6 Tai, 8 Lei, 11 Wu T.h., 14 Chang, 15 Chan, 16 Yen, 17 Lin Y.h., 19 Chen, 20 Tsai, CT: Branislav                                                           |
| 12. | Bahrein       | Formazione: 1 Ehsan, 4 Al Khabbaz, 6 Ali, 7 Alafyah, 9 Jasim, 11 Habib, 12 Aueshi, 13 Ebrahim, 15 Anan, 17 Yaqoob, 18 Haroon, 20 Sultan, CT: Ramires                                             |
| 13. | Filippine     | Formazione: 1 Mangulabnan, 4 Lorenzo, 5 Ka, 6 Malabunga, 8 Rotter, 9 Villados, 11 Umandal, 13 Bagunas, 15 Espejo, 17 Intal, 20 Josafat, 24 Njigha, CT: Veloso                                    |
| 14. | Kirghizistan  | Formazione: 1 Kutmanbek, 2 Uulu Damir, 3 Uulu Medetbe, 4 Uulu Nurislam, 5 Toktoev, 6 Zhyrgalbek Uulu, 7 Kanybek Uulu, 8 Uulu Zhantemir, 9 Musa Uulu, 10 Omurbek, 11 Zhamalidin, 13 Shilov, CT: - |
| 15. | Mongolia      | Formazione: 1 Ankhbayar, 2 Tamiraa, 3 Zolboo, 4 Tsend-Ayuush, 5 Buyanjargal, 6 Choijilsüren, 7 Battur, 9 Törmandakh, 15 Altankhuyag, 19 Amar, 23 Ariun, 24 Nyamsükh, CT: Batbold                 |
| 16. | Hong Kong     | Formazione: 1 Wong, 2 Lam, 3 Chiu, 4 Leung H.y., 5 Wang, 8 Ching, 10 Yuen, 11 Siu, 13 Kong, 16 Leung P.c., 18 Tam, 20 Cheung, CT: Mihailović                                                     |
| 17. | Afghanistan   | Formazione: 1 Wardak, 2 Sultani, 4 Mammozai, 6 Asefi, 7 Hidari, 8 Karimy, 9 Kohistani, 10 Mohammadi, 11 Niazai, 12 Badloon, 13 Ghorzang, 20 Yusufi, CT: Saraghein                                |
| 18. | Nepal         | Formazione: 2 Bahadur Khadka, 3 Manandhar, 4 Bahadur Shrestha, 5 Malla, 6 Bahadur, 7 Giri, 8 Chand, 9 Raj Awasthi, 10 Bhandari, 14 Bishokarma, 17 Basnet, 18 Chand, CT: -                        |
| 19. | Cambogia      | Formazione: 1 Khim, 6 Born, 7 Pin, 8 Din, 9 Voeurn, 10 Soeurn, 12 Mouen, 14 Thy, 15 Kuon, 16 Phol, 17 Soun, 19 Mourn, CT: -                                                                      |